# 메두사 (마블 코믹스)
메두사(영어: Medusa 머듀사[*])는 마블 코믹스의 슈퍼히어로 캐릭터이다. 인휴먼스 종족의 일원이자 블랙 볼트의 아내인, 아틸란 왕가의 여왕이다. 인휴먼 이름은 메두살리트 아마켈린 볼타곤(Medusalith Amaquelin Boltagon)이다. 자유자재로 늘어나는 머리카락을 무기로 삼는다. 1965년 3월 《판타스틱 포》 36호에 악역으로 처음 등장했고, 스탠 리와 잭 커비가 공동 창작하였다.

## 담당 배우

### TV 드라마
- 인휴먼스(2017) - 서린다 스완

## 담당 성우

### TV 애니메이션
- 스파이더맨(1981) - B. J. 워드
- 판타스틱 포(1994) - 이오나 모리스
- 헐크와 스매쉬 요원들(2013) - 메리 파버
- 얼티밋 스파이더맨(2011) - 메리 파버, 로즈 맥가원
- 가디언즈 오브 갤럭시(2015) - [[캐서린 테이버]
- 어벤저스 어셈블(2013) - 캐서린 테이버

### 비디오 게임
- 마블 얼티밋 얼라이언스(2006) - 낸시 리나리